# Tricyphona (Tricyphona) albicentra
Tricyphona (Tricyphona) albicentra is een tweevleugelige uit de familie Pediciidae. De soort komt voor in het Neotropisch gebied.